# 複合性局所疼痛症候群
複合性局所疼痛症候群（ふくごうせいきょくしょとうつうしょうこうぐん、英：Complex regional pain syndrome，略称CRPS）とは、 軟部組織、骨または神経の損傷後に発生して，当初の組織損傷から予測されるより重度で長期間持続する，慢性の神経障害性疼痛である。かつては、反射性交感神経性ジストロフィー(Reflex sympathetic dystrophy,略称RSD)と呼ばれた。つまり、身体の損傷後に治癒したが痛みは残っている。例えば骨折が治癒して検査ではもう異常は確認されないが痛い。明らかな先行した損傷がなくとも発症することがある。典型的には手足（四肢）に発症する。
体性神経の損傷および骨・筋肉組織損傷、外傷（重症度は関係ない）、内臓疾患、中枢神経系損傷後に発症するとされる。
また、感覚過敏・アロディニア・代謝異常・浮腫・腫脹・皮膚温異常・局所的骨粗鬆症などさまざまな症状が観察されることが多い。最も多発する部位は手であり、その場合は同側肩関節の運動制限を伴うことが多い。難病指定はされていない。

## 呼称
以前から、外傷後に四肢の激しい疼痛が知られており、カウザルギー、反射性交感神経性ジストロフィー (RSD)、肩手症候群（Shoulder hand syndrome，SHS）、外傷後ジストロフィー・ズデック骨萎縮・交感神経性持続疼痛などさまざまな呼称で呼ばれた。
1994年に国際疼痛学会（IASP；International Association of the Study of Pain）は、複合性局所疼痛症候群（CRPS）として統一した。疾患でなく病態の集合体である症候群である。

## 症状
典型的には四肢に発症する。顔や体幹では議論がある。
- 刺激を起している損傷や疾病とは不釣り合いな激しい疼痛
- 疼痛性刺激に対する過剰反応
- 通常なら疼痛を起さない刺激に反応した痛覚
- 皮膚萎縮（光沢・乾燥・鱗状を示す。）
- 多汗症
- 浮腫
- こわばり
- 毛髪の成長低下
- 患部のまだら様骨粗鬆症
- 運動制限
- 皮膚温異常
- 筋萎縮
- 爪の変化（初期は速く伸び、やがて伸びにくくなる。脆くなる）
- 症状の拡大

## 分類
Ⅰ型
神経損傷のない組織損傷に関連するCRPSで、RSDがこれに相当する。受傷後数週間経過してから発症することが多い。
Ⅱ型
神経も巻き込んだ損傷に関連するCRPSで、かつての呼称、カウザルギーはこれに相当する。受傷直後に発症することが多い。
この分類は治療の際には参考になり重要だが、神経損傷を判定できる生物学的指標もないため分類に否定的な意見もある。

## 発生機序
原因は不明である。しかし、そのメカニズムは交感神経求心性線維または遠心性線維から放出される神経伝達物質によって、侵害受容器を直接刺激することに起因するとされる。疼痛により生じる交感神経活性は、求心性C線維を活性化させることがあり、これは二次痛を増大させる。これはさらに交感神経の活性を亢進させ、痛みの悪循環が形成される。
CRPSは交感神経からだけでは判断できず、脳のモニタリング技術の向上から、記憶や空間認識の機能がかかわっているとも考えられている。
手より足に多い。骨折、手術、捻挫などが原因となりやすいが自然発症することもある。脳卒中や脊髄損傷後ではCRPSとするかに議論がある。
女性が男性の3.4倍。

## 診断
臨床検査として、サーモグラム・神経伝導速度検査・交感神経ブロック・筋電図・X線撮影・CT・MRI・三相性放射核種骨スキャニングなどを用いる。しかし、これらの試験においてCRPS患者は正常な所見を示す場合もある。
CRPS診療用診断基準（IASP，2005）
1. きっかけとなった外傷や疾病に不釣り合いな持続性の痛みがある
2. 以下の4項目のうち、3つ以上の項目で1つ以上の自覚的徴候がある
  1. 感覚異常：自発痛、痛覚過敏
  2. 血管運動異常：血管拡張、血管収縮、皮膚温の左右差、皮膚色の変化
  3. 浮腫・発汗異常：浮腫、多汗、発汗低下
  4. 運動異常・萎縮性変化：筋力低下、振戦、ジストニア、協調運動障害、爪・毛の変化、皮膚萎縮、関節拘縮、軟部組織変化

3. 診察時において、上記の項目のうち、2つ以上の項目で1つ以上の他覚的所見がある
4. 上記の症状や徴候をよりうまく説明できる他の診断がない

### 判定指標
CRPS臨床用判定指標（CRPS研究会，2008）
自覚的症状（病気のいずれかの時期に、以下の自覚的症状のうち2項目以上該当すること）
1. 皮膚・爪・毛のうちいずれかに萎縮性変化
2. 関節可動域制限
3. 持続性ないし不釣り合いな痛み、しびれたような針で刺すような痛み、または知覚過敏
4. 発汗の亢進ないしは低下
5. 浮腫

他覚的所見（診察時において、以下の他覚的所見の項目を2項目以上該当すること）
1. 皮膚・爪・毛のうちいずれかに萎縮性変化
2. 関節可動域制限
3. 異痛症（触刺激または熱刺激）ないしは痛覚過敏（ピンプリック）
4. 発汗の亢進ないしは低下
5. 浮腫

## 罹患期間
CRPSの罹患期間は多様である。軽症の場合は、数週間後に寛解するが、多くは何年にも渡る。寛解と再発を経験する場合もある。
以前はステージによる病期分類が行われていたが、疾患の進行は患者によりさまざまであり、予期が困難であるため、現在はあまり使用されていない。